# 山田抄太郎
山田 抄太郎（やまだ しょうたろう、1899年3月5日 - 1970年6月8日）は、長唄三味線方、重要無形文化財保持者（人間国宝）、文化功労者。東京都文京区白山生まれ。

## 経歴
- 1899年3月5日 東京生まれ。
- 1911年 12歳ころ、杵屋三喜代に師事し、のち3代杵屋六四郎（2代稀音家浄観）門下となる。
- 1913年 稀音家六治を名乗り長唄研精会に入る。
- 1925年 京都府に一時期移住する。
- 1941年 東京音楽学校講師となり、のちに教授。
- 1950年 同校の大学昇格により東京芸術大学邦楽科教授となり、本名を芸名として独立。
- 1957年 長唄東音会を組織し、会長となる。
- 1970年6月8日 死亡。享年71。

## 受章
- 1955年日本芸術院賞受賞[1]。重要無形文化財保持者（人間国宝）に認定される。
- 1959年日本芸術院会員
- 1968年文化功労者に選ばれる。

## 作曲
- 「雨の四季」
- 「黎明」
- 「胡蝶舞」
- 「橡の木」など。